# John Pye
 John Pye (Birmingham, 1782 - Londres, 1874) est un graveur britannique de paysages.

## Biographie
John Pye naît à Birmingham le 7 novembre 1782.

### Famille
Il est le second fils de Charles Pye, médailleur ayant collaboré avec Soho Mint et la collectionneuse Sarah Sophia Banks, et sa mère est la fille de John Radclyffe et la tante du graveur William Radclyffe (en), tous originaires de Birgmingham. Son frère Charles Pye (en) devient également graveur.
Son père a publié un dictionnaire géographique de Birmingham et plusieurs séries de plaques de monnaies ou jetons provinciaux. Il les a gravées lui-même avec l'assistance de son fils John, qui a été retiré de l'école très jeune pour recevoir son éducation dans la gravure par son père.

### Carrière
Il devient par la suite l'élève de Joseph Barber à Birmingham, puis apprenti chez un graveur de plaque nommé Tolley.
En 1801, John Pye se rend à Londres avec son cousin, William Radclyffe, et devient un assistant rémunéré de James Heath, auprès de qui son frère aîné avait fait son stage. Il travaille sur des ouvrages d'histoire naturelle et à la gravure d'arrière-plans pour des livres d'illustrations.
Pye se marie en 1808 avec Mary, fille du graveur Samuel Middiman (en), qui a été son assistant. Ils ont eu une fille ensemble, Mary.
John Pye fait sa carrière dans les illustrations d'annuaires et de livres de poche. En 1830, à la demande du collectionneur d'art John Sheepshanks (en), il entreprend la publication d'une série de gravures à partir de tableaux de la National Gallery au cours des années 1830.
Pye est l'un des fondateurs du fonds de rente d'artistes, l’Artists' Annuity Fund, avec son ami William Mulready. Il passe une grande partie de son temps en France où, en 1862, il est élu membre correspondant de l'Académie des beaux-arts. En 1846, il avait déjà reçu une médaille d'or du gouvernement français et était également membre honoraire de l'Académie russe des beaux-arts. Mais il n’a jamais demandé ni reçu d’honneurs de la Royal Academy, à laquelle il était hostile en raison de son refus de reconnaître les graveurs comme des égaux des peintres et des sculpteurs ; il comparaît devant un comité restreint de la Chambre des communes chargé d'enquêter sur le sujet en 1836.
Il prend sa retraite en 1858, puis meurt le 6 février 1874 à son domicile situé au 17 Gloucester Terrace, à Regent's Park.

## Œuvre
En 1805, Heath confie à Pye l'exécution d'une plaque du château d'Inveraray, d'après un dessin de J. M. W. Turner. En 1810, l'antiquaire John Britton, qui publiait alors son ouvrage The Fine Arts of the English School (Les beaux-arts de l'École anglaise), charge Pye de lui graver l'image de Turner, Pope's Villa at Twickenham (La villa du pape à Twickenham). Les plaques de Pye d'après Turner sont les suivantes :
- High Street, Oxford (staffage de Charles Heath (en)), 1812 ;
- View of Oxford from the Abingdon Road (staffage de C. Heath), 1818 ;
- The Rialto, Venice, La Riccia, and Lake of Nemi (pour Tour in Italy de James Hakewill (en), 1818) ;
- Junction of the Greta and Tees, Wycliffe, near Rokeby, and Hardraw Fall (pour Richmondshire du topographe Thomas Dunham Whitaker (en), 1823) ;
- Temple of Jupiter in the Island of Ægina, 1827 ;
- Tivoli and Pæstum (pour Italy de Samuel Rogers, 1830) ;
- Ehrenbreitstein, 1845.

Parmi ses autres grandes plaques, sont à noter Cliefden on the Thames, d'après John Glover (1816) ; All that remains of the Glory of William Smith, d'après Edwin Landseer (1836) ; Light Breeze off Dover d'après Augustus Wall Callcott (1839) ; et Temple of the Sun, Baalbec d'après David Roberts (1849).
Ses illustrations Ehrenbreitstein d'après Turner (dans Literary Souvenir, 1828) et The Sunset d'après George Barret Jr. (en) (dans Amulet) sont parmi les plus représentatives. Il a gravé toute la série de coiffes d'après des dessins de William Havell (en), Samuel Prout, George Cuitt (en) et autres, parus dans le dépôt royal ou dans Royal Repository, or Picturesque Pocket Diary (1817–39) ; Le Souvenir, or Pocket Tablet (1822–43) et Peacock's Polite Repository (1813–58).
En 1845, Pye publie son ouvrage le plus important : Patronage of British Art, un assaut acrimonieux contre la Royal Academy, exigeant des réformes ; en 1851, il renouvelle l'attaque dans un pamphlet intitulé A Glance at the Rise and Constitution of the Royal Academy of London (Regard sur la montée et la constitution de la Royal Academy de Londres) ; certains des changements qu'il préconisait on vu le jour de son vivant.
Pye a constitué une collection d’estampes du Liber Studiorum de Turner (1807-1819), qui est passé par la salle des impressions du British Museum ; ses notes sur le sujet, éditées par John Lewis Roget, ont été publiées en 1879.